# Pterodiscus angustifolius
Pterodiscus angustifolius är en sesamväxtart som beskrevs av Adolf Engler. Pterodiscus angustifolius ingår i släktet Pterodiscus och familjen sesamväxter. Inga underarter finns listade i Catalogue of Life.